# Alina Alexejewna Babak
Alina Alexejewna Babak (russisch Алина Алексеевна Бабак, wissenschaftliche Transliteration Alina Alekseevna Babak; * 2. November 2002 in Moskau) ist eine russische Schauspielerin.

## Leben
Babak wurde am 2. November 2002 in Moskau geboren. 2011 wurde sie am Kindertheaterstudio des Moskauer Theaters des Mondes aufgenommen. 2014 schloss sie die Schule für populäre Unterhaltungsmusik und die Ballettschule beim Ballett Todes bei Alla Wladimirowna Duchowa ab. Erste Rollen als Kinderdarstellerin erhielt sie zu Beginn der 2010er Jahre. 2015 übernahm sie im Horrorfilm Der Fluch der Hexe – Queen of Spades die Hauptrolle der Anna. Weitere Filmrollen erhielt sie 2015 in The Honored Priest: Confession of a Samurai, 2016 in Love Without A Contest, 2017 in Forgotten by God, 2018 in Chroniken der Finsternis – Teil 2: Der Dämonenjäger und 2021 in The Ice Demon.

## Filmografie (Auswahl)
- 2013: Ossoby slutschai (Особый случай, Fernsehserie)
- 2013: Gib mir etwas Wärme (Подари мне немного тепла/Podari mne nemnogo tepla, Fernsehfilm)
- 2013: Gnesdo Kotscheta (Гнездо Кочета, Fernsehfilm)
- 2013: Semski doktor. Woswraschtschenije (Земский доктор. Возвращение, Fernsehserie)
- 2014: Some Like It Cold (В спорте только девушки/W sporte tolko dewuschki)
- 2015: Happiness is (Счастье – это.../Stschaste – eto...)
- 2015: The Dawns Here Are Quiet... (А зори здесь тихие.../A sori sdes tichie...)
- 2015: Der Fluch der Hexe – Queen of Spades (Пиковая дама: Чёрный обряд/Pikowaja dama. Tschorny obrjad)
- 2015: The Honored Priest: Confession of a Samurai (Иерей-сан. Исповедь самурая/Ierej-san. Ispowed samuraja)
- 2015: Prawda Samanty Smit (Правда Саманты Смит, Kurzfilm)
- 2016: Love Without A Contest (Любовь вне конкурса/Ljubow wne konkursa, Fernsehfilm)
- 2016: Taina kumira (Тайна кумира, Fernsehserie)
- 2017: Forgotten by God (Забытые Богом/Triptikh)
- 2018: Chroniken der Finsternis – Teil 2: Der Dämonenjäger(Гоголь. Вий/Gogol. Viy)
- 2021: Kitchenblock (Пищеблок, Fernsehserie, 3 Episoden)
- 2021: The Ice Demon (Ледяной демон/Ledyanoy demon)